# Jerzy Kosiński
Jerzy Kosiński   (Łódź, 14 de juny de 1933 - Nova York, 3 de maig de 1991) va ser un novel·lista estatunidenc d'origen polonès. Les seves obres més conegudes són L'ocell pintat (1965), traduïda al català per Laia Malo, i Being There (1971, traduïda al castellà com Desde el jardín).
Durant la Segona Guerra Mundial, va viure sota una identitat falsa gràcies a l'ajuda d'un prevere catòlic que li va proporcionar un certificat de bateig fals. La seva família va sobreviure a l'Holocaust gràcies al suport d'aldeans polonesos. Després de la guerra, es van traslladar a Jelenia Góra, on Kosiński va obtenir títols universitaris en història i sociologia. Va emigrar als Estats Units el 1957, on va treballar en diversos feines abans de graduar-se a la Universitat de Colúmbia. Va rebre reconeixements literaris i va ensenyar en diverses universitats. Es va casar dues vegades i va tenir problemes de salut i acusacions de plagi. Finalment, es va suïcidar el 1991.